# Journée mondiale des malades
La Journée mondiale du malade est une fête de l'Église catholique romaine qui a été instituée le 13 mai 1992 par le pape Jean-Paul II. 
Depuis 1993, elle est célébrée chaque année le 11 février en hommage à Notre-Dame de Lourdes, pour les croyants qui cherchent « un temps spécial de prière et de partage pour la souffrance ». 
En 1991, la maladie de Parkinson a été diagnostiquée au pape Jean-Paul II. La maladie fut révélée plus tard, et il est significatif qu'il ait décidé d'une journée mondiale de la maladie seulement une année après. Le Pape a écrit un grand texte sur la souffrance ; il croyait qu'elle constituait une voie pour la salut et la rédemption à travers le Christ, comme il l'indique dans une lettre apostolique.
La fête à Lourdes a été choisie car les pèlerins et les visiteurs de Lourdes sont supposés pouvoir être guéris par les intercessions de la Vierge. La pape a choisi également le sanctuaire de Harissa au Liban. 
En 2005, la Journée mondiale de la maladie a une signification particulière l'année où Jean-Paul II est mort de sepsis.
En 2013, Benoît XVI annonce sa démission pendant cette journée de célébration en invoquant sa santé déclinante.